# Бартлетт, Эринн
Эринн Энн Ба́ртлетт-Ха́дсон (англ. Erinn Anne Bartlett-Hudson; род. 26 февраля 1973, Лонгмедоу, Массачусетс, США) — американская актриса и фотомодель.

## Биография
Эринн Энн Бартлетт родилась 26 февраля 1973 года в Лонгмедоу, штат Массачусетс. В 1989 году начала карьеру фотомодели. В 1991 году участвовала в конкурсе красоты «Miss Teen USA».
С 9 июня 2006 года Эринн замужем за актёром Оливером Хадсоном (род.1976). У супругов есть трое детей: два сына, Уайлдер Брукс Хадсон (род.23.08.2007) и Бодхи Хоун Хадсон (род.19.03.2010), и дочь — Рио Лора Хадсон (род.18.07.2013).